# Lista di asteroidi (106001-107000)
Di seguito una lista di asteroidi dal numero 106001 al 107000 con data di scoperta e scopritore.

## 106001-106100
| Nome     | Designazione provvisoria | Data di scoperta  | Scopritore     |
| -------- | ------------------------ | ----------------- | -------------- |
| 106001 - | 2000 SR283               | 23 settembre 2000 | LINEAR         |
| 106002 - | 2000 SE284               | 23 settembre 2000 | LINEAR         |
| 106003 - | 2000 SQ284               | 23 settembre 2000 | LINEAR         |
| 106004 - | 2000 SN285               | 23 settembre 2000 | LINEAR         |
| 106005 - | 2000 SO285               | 23 settembre 2000 | LINEAR         |
| 106006 - | 2000 SY285               | 24 settembre 2000 | LINEAR         |
| 106007 - | 2000 SX287               | 26 settembre 2000 | LINEAR         |
| 106008 - | 2000 SY288               | 27 settembre 2000 | LINEAR         |
| 106009 - | 2000 SG290               | 27 settembre 2000 | LINEAR         |
| 106010 - | 2000 SR290               | 27 settembre 2000 | LINEAR         |
| 106011 - | 2000 SU291               | 27 settembre 2000 | LINEAR         |
| 106012 - | 2000 SF292               | 27 settembre 2000 | LINEAR         |
| 106013 - | 2000 SQ292               | 27 settembre 2000 | LINEAR         |
| 106014 - | 2000 SZ292               | 27 settembre 2000 | LINEAR         |
| 106015 - | 2000 SK293               | 27 settembre 2000 | LINEAR         |
| 106016 - | 2000 SS293               | 27 settembre 2000 | LINEAR         |
| 106017 - | 2000 SH294               | 27 settembre 2000 | LINEAR         |
| 106018 - | 2000 SK294               | 27 settembre 2000 | LINEAR         |
| 106019 - | 2000 SN294               | 27 settembre 2000 | LINEAR         |
| 106020 - | 2000 SS294               | 27 settembre 2000 | LINEAR         |
| 106021 - | 2000 SX294               | 27 settembre 2000 | LINEAR         |
| 106022 - | 2000 SK296               | 28 settembre 2000 | LINEAR         |
| 106023 - | 2000 SN296               | 28 settembre 2000 | LINEAR         |
| 106024 - | 2000 SC297               | 28 settembre 2000 | LINEAR         |
| 106025 - | 2000 SG297               | 28 settembre 2000 | LINEAR         |
| 106026 - | 2000 ST297               | 28 settembre 2000 | LINEAR         |
| 106027 - | 2000 SV298               | 28 settembre 2000 | LINEAR         |
| 106028 - | 2000 SB299               | 28 settembre 2000 | LINEAR         |
| 106029 - | 2000 SN299               | 28 settembre 2000 | LINEAR         |
| 106030 - | 2000 SB300               | 28 settembre 2000 | LINEAR         |
| 106031 - | 2000 SL300               | 28 settembre 2000 | LINEAR         |
| 106032 - | 2000 SO302               | 28 settembre 2000 | LINEAR         |
| 106033 - | 2000 SJ303               | 28 settembre 2000 | LINEAR         |
| 106034 - | 2000 SK303               | 28 settembre 2000 | LINEAR         |
| 106035 - | 2000 SU303               | 28 settembre 2000 | LINEAR         |
| 106036 - | 2000 SE304               | 30 settembre 2000 | LINEAR         |
| 106037 - | 2000 SU304               | 30 settembre 2000 | LINEAR         |
| 106038 - | 2000 SG305               | 30 settembre 2000 | LINEAR         |
| 106039 - | 2000 SH305               | 30 settembre 2000 | LINEAR         |
| 106040 - | 2000 SR305               | 30 settembre 2000 | LINEAR         |
| 106041 - | 2000 SU305               | 30 settembre 2000 | LINEAR         |
| 106042 - | 2000 SK306               | 30 settembre 2000 | LINEAR         |
| 106043 - | 2000 SA307               | 30 settembre 2000 | LINEAR         |
| 106044 - | 2000 SB307               | 30 settembre 2000 | LINEAR         |
| 106045 - | 2000 SD307               | 30 settembre 2000 | LINEAR         |
| 106046 - | 2000 SF307               | 30 settembre 2000 | LINEAR         |
| 106047 - | 2000 SG307               | 30 settembre 2000 | LINEAR         |
| 106048 - | 2000 SW307               | 30 settembre 2000 | LINEAR         |
| 106049 - | 2000 SX307               | 30 settembre 2000 | LINEAR         |
| 106050 - | 2000 SP308               | 30 settembre 2000 | LINEAR         |
| 106051 - | 2000 SJ312               | 27 settembre 2000 | LINEAR         |
| 106052 - | 2000 ST312               | 27 settembre 2000 | LINEAR         |
| 106053 - | 2000 SJ313               | 27 settembre 2000 | LINEAR         |
| 106054 - | 2000 SN313               | 27 settembre 2000 | LINEAR         |
| 106055 - | 2000 SP313               | 27 settembre 2000 | LINEAR         |
| 106056 - | 2000 SF315               | 28 settembre 2000 | LINEAR         |
| 106057 - | 2000 SZ315               | 30 settembre 2000 | LINEAR         |
| 106058 - | 2000 SE316               | 30 settembre 2000 | LINEAR         |
| 106059 - | 2000 SK316               | 30 settembre 2000 | LINEAR         |
| 106060 - | 2000 SS316               | 30 settembre 2000 | LINEAR         |
| 106061 - | 2000 SU317               | 30 settembre 2000 | LINEAR         |
| 106062 - | 2000 ST318               | 26 settembre 2000 | LINEAR         |
| 106063 - | 2000 SR319               | 26 settembre 2000 | LINEAR         |
| 106064 - | 2000 SA323               | 28 settembre 2000 | LINEAR         |
| 106065 - | 2000 ST324               | 28 settembre 2000 | Spacewatch     |
| 106066 - | 2000 SZ324               | 28 settembre 2000 | Spacewatch     |
| 106067 - | 2000 SC328               | 30 settembre 2000 | LINEAR         |
| 106068 - | 2000 SC329               | 27 settembre 2000 | Spacewatch     |
| 106069 - | 2000 SJ330               | 27 settembre 2000 | LINEAR         |
| 106070 - | 2000 SK333               | 26 settembre 2000 | NEAT           |
| 106071 - | 2000 SS335               | 26 settembre 2000 | NEAT           |
| 106072 - | 2000 SU335               | 26 settembre 2000 | NEAT           |
| 106073 - | 2000 SP338               | 25 settembre 2000 | NEAT           |
| 106074 - | 2000 SO339               | 25 settembre 2000 | NEAT           |
| 106075 - | 2000 SX339               | 25 settembre 2000 | Spacewatch     |
| 106076 - | 2000 SB345               | 20 settembre 2000 | NEAT           |
| 106077 - | 2000 SB347               | 26 settembre 2000 | NEAT           |
| 106078 - | 2000 SK347               | 25 settembre 2000 | LINEAR         |
| 106079 - | 2000 SF348               | 20 settembre 2000 | LINEAR         |
| 106080 - | 2000 SN348               | 20 settembre 2000 | LINEAR         |
| 106081 - | 2000 SU348               | 30 settembre 2000 | LONEOS         |
| 106082 - | 2000 SP350               | 29 settembre 2000 | LONEOS         |
| 106083 - | 2000 SR352               | 30 settembre 2000 | LONEOS         |
| 106084 - | 2000 SA355               | 29 settembre 2000 | LONEOS         |
| 106085 - | 2000 SO355               | 29 settembre 2000 | LONEOS         |
| 106086 - | 2000 SE356               | 29 settembre 2000 | LONEOS         |
| 106087 - | 2000 SY357               | 28 settembre 2000 | LONEOS         |
| 106088 - | 2000 SB359               | 26 settembre 2000 | LONEOS         |
| 106089 - | 2000 SJ359               | 26 settembre 2000 | LONEOS         |
| 106090 - | 2000 SY359               | 26 settembre 2000 | LONEOS         |
| 106091 - | 2000 SZ361               | 23 settembre 2000 | LONEOS         |
| 106092 - | 2000 SK362               | 24 settembre 2000 | LONEOS         |
| 106093 - | 2000 SD366               | 23 settembre 2000 | LONEOS         |
| 106094 - | 2000 SA368               | 24 settembre 2000 | LINEAR         |
| 106095 - | 2000 SP369               | 25 settembre 2000 | LONEOS         |
| 106096 - | 2000 TQ                  | 2 ottobre 2000    | L. Ball        |
| 106097 - | 2000 TC2                 | 4 ottobre 2000    | W. K. Y. Yeung |
| 106098 - | 2000 TC5                 | 1 ottobre 2000    | LINEAR         |
| 106099 - | 2000 TF7                 | 1 ottobre 2000    | LINEAR         |
| 106100 - | 2000 TX9                 | 1 ottobre 2000    | LINEAR         |

## 106101-106200
| Nome     | Designazione provvisoria | Data di scoperta | Scopritore     |
| -------- | ------------------------ | ---------------- | -------------- |
| 106101 - | 2000 TT12                | 1 ottobre 2000   | LINEAR         |
| 106102 - | 2000 TE13                | 1 ottobre 2000   | LINEAR         |
| 106103 - | 2000 TM13                | 1 ottobre 2000   | LINEAR         |
| 106104 - | 2000 TZ15                | 1 ottobre 2000   | LINEAR         |
| 106105 - | 2000 TW16                | 1 ottobre 2000   | LINEAR         |
| 106106 - | 2000 TG18                | 1 ottobre 2000   | LINEAR         |
| 106107 - | 2000 TC19                | 1 ottobre 2000   | LINEAR         |
| 106108 - | 2000 TF19                | 1 ottobre 2000   | LINEAR         |
| 106109 - | 2000 TV21                | 1 ottobre 2000   | LINEAR         |
| 106110 - | 2000 TW21                | 1 ottobre 2000   | LINEAR         |
| 106111 - | 2000 TS22                | 4 ottobre 2000   | LINEAR         |
| 106112 - | 2000 TT23                | 1 ottobre 2000   | LINEAR         |
| 106113 - | 2000 TF25                | 2 ottobre 2000   | LINEAR         |
| 106114 - | 2000 TC27                | 2 ottobre 2000   | LINEAR         |
| 106115 - | 2000 TU27                | 3 ottobre 2000   | LINEAR         |
| 106116 - | 2000 TP28                | 4 ottobre 2000   | LINEAR         |
| 106117 - | 2000 TH29                | 3 ottobre 2000   | LINEAR         |
| 106118 - | 2000 TT32                | 1 ottobre 2000   | LINEAR         |
| 106119 - | 2000 TZ32                | 4 ottobre 2000   | LINEAR         |
| 106120 - | 2000 TM33                | 4 ottobre 2000   | LINEAR         |
| 106121 - | 2000 TP33                | 4 ottobre 2000   | LINEAR         |
| 106122 - | 2000 TE34                | 7 ottobre 2000   | W. K. Y. Yeung |
| 106123 - | 2000 TK35                | 6 ottobre 2000   | LONEOS         |
| 106124 - | 2000 TL35                | 6 ottobre 2000   | LONEOS         |
| 106125 - | 2000 TS35                | 6 ottobre 2000   | LONEOS         |
| 106126 - | 2000 TH36                | 6 ottobre 2000   | LONEOS         |
| 106127 - | 2000 TM36                | 6 ottobre 2000   | LONEOS         |
| 106128 - | 2000 TR37                | 1 ottobre 2000   | LINEAR         |
| 106129 - | 2000 TM38                | 1 ottobre 2000   | LINEAR         |
| 106130 - | 2000 TC39                | 1 ottobre 2000   | LINEAR         |
| 106131 - | 2000 TO39                | 1 ottobre 2000   | LINEAR         |
| 106132 - | 2000 TT40                | 1 ottobre 2000   | LINEAR         |
| 106133 - | 2000 TA41                | 1 ottobre 2000   | LINEAR         |
| 106134 - | 2000 TZ41                | 1 ottobre 2000   | LINEAR         |
| 106135 - | 2000 TE42                | 1 ottobre 2000   | LINEAR         |
| 106136 - | 2000 TH42                | 1 ottobre 2000   | LINEAR         |
| 106137 - | 2000 TC43                | 1 ottobre 2000   | LINEAR         |
| 106138 - | 2000 TO43                | 1 ottobre 2000   | LINEAR         |
| 106139 - | 2000 TQ43                | 1 ottobre 2000   | LINEAR         |
| 106140 - | 2000 TP44                | 1 ottobre 2000   | LINEAR         |
| 106141 - | 2000 TQ44                | 1 ottobre 2000   | LINEAR         |
| 106142 - | 2000 TT44                | 1 ottobre 2000   | LINEAR         |
| 106143 - | 2000 TU44                | 1 ottobre 2000   | LINEAR         |
| 106144 - | 2000 TL46                | 1 ottobre 2000   | LONEOS         |
| 106145 - | 2000 TQ49                | 1 ottobre 2000   | LINEAR         |
| 106146 - | 2000 TU50                | 1 ottobre 2000   | LINEAR         |
| 106147 - | 2000 TB51                | 1 ottobre 2000   | LINEAR         |
| 106148 - | 2000 TH51                | 1 ottobre 2000   | LINEAR         |
| 106149 - | 2000 TN51                | 1 ottobre 2000   | LINEAR         |
| 106150 - | 2000 TF54                | 1 ottobre 2000   | LINEAR         |
| 106151 - | 2000 TR56                | 2 ottobre 2000   | LINEAR         |
| 106152 - | 2000 TZ56                | 2 ottobre 2000   | LONEOS         |
| 106153 - | 2000 TM57                | 2 ottobre 2000   | LONEOS         |
| 106154 - | 2000 TV58                | 2 ottobre 2000   | LONEOS         |
| 106155 - | 2000 TB59                | 2 ottobre 2000   | LONEOS         |
| 106156 - | 2000 TU59                | 2 ottobre 2000   | LONEOS         |
| 106157 - | 2000 TJ60                | 2 ottobre 2000   | LONEOS         |
| 106158 - | 2000 TT60                | 2 ottobre 2000   | LONEOS         |
| 106159 - | 2000 TU60                | 2 ottobre 2000   | LONEOS         |
| 106160 - | 2000 TG61                | 2 ottobre 2000   | LONEOS         |
| 106161 - | 2000 TQ62                | 2 ottobre 2000   | LINEAR         |
| 106162 - | 2000 TR62                | 2 ottobre 2000   | LINEAR         |
| 106163 - | 2000 TT64                | 1 ottobre 2000   | LONEOS         |
| 106164 - | 2000 TA65                | 1 ottobre 2000   | LINEAR         |
| 106165 - | 2000 TC65                | 1 ottobre 2000   | LINEAR         |
| 106166 - | 2000 TN66                | 1 ottobre 2000   | LINEAR         |
| 106167 - | 2000 TS66                | 1 ottobre 2000   | Spacewatch     |
| 106168 - | 2000 TE67                | 2 ottobre 2000   | LINEAR         |
| 106169 - | 2000 TP67                | 2 ottobre 2000   | LINEAR         |
| 106170 - | 2000 TF68                | 6 ottobre 2000   | LONEOS         |
| 106171 - | 2000 TT70                | 5 ottobre 2000   | LINEAR         |
| 106172 - | 2000 UF                  | 19 ottobre 2000  | L. Šarounová   |
| 106173 - | 2000 UX2                 | 22 ottobre 2000  | W. Bickel      |
| 106174 - | 2000 UX3                 | 24 ottobre 2000  | LINEAR         |
| 106175 - | 2000 UL5                 | 24 ottobre 2000  | LINEAR         |
| 106176 - | 2000 UQ5                 | 24 ottobre 2000  | LINEAR         |
| 106177 - | 2000 UZ5                 | 24 ottobre 2000  | LINEAR         |
| 106178 - | 2000 UA6                 | 25 ottobre 2000  | LINEAR         |
| 106179 - | 2000 UD6                 | 24 ottobre 2000  | LINEAR         |
| 106180 - | 2000 UL6                 | 24 ottobre 2000  | LINEAR         |
| 106181 - | 2000 UY6                 | 24 ottobre 2000  | LINEAR         |
| 106182 - | 2000 UF7                 | 24 ottobre 2000  | LINEAR         |
| 106183 - | 2000 US8                 | 24 ottobre 2000  | LINEAR         |
| 106184 - | 2000 UG9                 | 24 ottobre 2000  | LINEAR         |
| 106185 - | 2000 UP9                 | 24 ottobre 2000  | LINEAR         |
| 106186 - | 2000 US9                 | 24 ottobre 2000  | LINEAR         |
| 106187 - | 2000 UY9                 | 24 ottobre 2000  | LINEAR         |
| 106188 - | 2000 UZ10                | 25 ottobre 2000  | LINEAR         |
| 106189 - | 2000 UM11                | 26 ottobre 2000  | C. W. Juels    |
| 106190 - | 2000 UH12                | 24 ottobre 2000  | LINEAR         |
| 106191 - | 2000 UL12                | 24 ottobre 2000  | LINEAR         |
| 106192 - | 2000 UP12                | 25 ottobre 2000  | LINEAR         |
| 106193 - | 2000 UU14                | 25 ottobre 2000  | LINEAR         |
| 106194 - | 2000 UF15                | 25 ottobre 2000  | LINEAR         |
| 106195 - | 2000 UM15                | 29 ottobre 2000  | P. Kušnirák    |
| 106196 - | 2000 UF16                | 29 ottobre 2000  | LINEAR         |
| 106197 - | 2000 UO17                | 24 ottobre 2000  | LINEAR         |
| 106198 - | 2000 UQ18                | 25 ottobre 2000  | LINEAR         |
| 106199 - | 2000 UR18                | 25 ottobre 2000  | LINEAR         |
| 106200 - | 2000 UA19                | 27 ottobre 2000  | LINEAR         |

## 106201-106300
| Nome     | Designazione provvisoria | Data di scoperta | Scopritore                           |
| -------- | ------------------------ | ---------------- | ------------------------------------ |
| 106201 - | 2000 UR21                | 2000 2000        | LINEAR                               |
| 106202 - | 2000 UE22                | 2000 2000        | LINEAR                               |
| 106203 - | 2000 UB23                | 2000 2000        | LINEAR                               |
| 106204 - | 2000 UP27                | 2000 2000        | LINEAR                               |
| 106205 - | 2000 UY28                | 2000 2000        | Spacewatch                           |
| 106206 - | 2000 UR29                | 2000 2000        | LINEAR                               |
| 106207 - | 2000 UU29                | 2000 2000        | LINEAR                               |
| 106208 - | 2000 UW30                | 2000 2000        | Beijing Schmidt CCD Asteroid Program |
| 106209 - | 2000 UQ31                | 2000 2000        | Spacewatch                           |
| 106210 - | 2000 UA32                | 2000 2000        | Spacewatch                           |
| 106211 - | 2000 UR32                | 2000 2000        | Spacewatch                           |
| 106212 - | 2000 UJ33                | 2000 2000        | Spacewatch                           |
| 106213 - | 2000 UU33                | 2000 2000        | LINEAR                               |
| 106214 - | 2000 UZ34                | 2000 2000        | LINEAR                               |
| 106215 - | 2000 UD35                | 2000 2000        | LINEAR                               |
| 106216 - | 2000 US35                | 2000 2000        | LINEAR                               |
| 106217 - | 2000 UT35                | 2000 2000        | LINEAR                               |
| 106218 - | 2000 UV35                | 2000 2000        | LINEAR                               |
| 106219 - | 2000 UC36                | 2000 2000        | LINEAR                               |
| 106220 - | 2000 UD37                | 2000 2000        | LINEAR                               |
| 106221 - | 2000 UA38                | 2000 2000        | LINEAR                               |
| 106222 - | 2000 UN38                | 2000 2000        | LINEAR                               |
| 106223 - | 2000 UX38                | 2000 2000        | LINEAR                               |
| 106224 - | 2000 UA39                | 2000 2000        | LINEAR                               |
| 106225 - | 2000 UN39                | 2000 2000        | LINEAR                               |
| 106226 - | 2000 US39                | 2000 2000        | LINEAR                               |
| 106227 - | 2000 UA40                | 2000 2000        | LINEAR                               |
| 106228 - | 2000 UB40                | 2000 2000        | LINEAR                               |
| 106229 - | 2000 UM40                | 2000 2000        | LINEAR                               |
| 106230 - | 2000 UB41                | 2000 2000        | LINEAR                               |
| 106231 - | 2000 UL41                | 2000 2000        | LINEAR                               |
| 106232 - | 2000 UK42                | 2000 2000        | LINEAR                               |
| 106233 - | 2000 UP43                | 2000 2000        | LINEAR                               |
| 106234 - | 2000 UJ44                | 2000 2000        | LINEAR                               |
| 106235 - | 2000 UP44                | 2000 2000        | LINEAR                               |
| 106236 - | 2000 UN45                | 2000 2000        | LINEAR                               |
| 106237 - | 2000 UU45                | 2000 2000        | LINEAR                               |
| 106238 - | 2000 UW45                | 2000 2000        | LINEAR                               |
| 106239 - | 2000 UM46                | 2000 2000        | LINEAR                               |
| 106240 - | 2000 UB47                | 2000 2000        | LINEAR                               |
| 106241 - | 2000 UC47                | 2000 2000        | LINEAR                               |
| 106242 - | 2000 UL47                | 2000 2000        | LINEAR                               |
| 106243 - | 2000 UX47                | 2000 2000        | LINEAR                               |
| 106244 - | 2000 UX48                | 2000 2000        | LINEAR                               |
| 106245 - | 2000 UZ48                | 2000 2000        | LINEAR                               |
| 106246 - | 2000 UF50                | 2000 2000        | LINEAR                               |
| 106247 - | 2000 UA51                | 2000 2000        | LINEAR                               |
| 106248 - | 2000 UO51                | 2000 2000        | LINEAR                               |
| 106249 - | 2000 UK52                | 2000 2000        | LINEAR                               |
| 106250 - | 2000 UM52                | 2000 2000        | LINEAR                               |
| 106251 - | 2000 UA54                | 2000 2000        | LINEAR                               |
| 106252 - | 2000 UV54                | 2000 2000        | LINEAR                               |
| 106253 - | 2000 UE56                | 2000 2000        | LINEAR                               |
| 106254 - | 2000 UU56                | 2000 2000        | LINEAR                               |
| 106255 - | 2000 UE57                | 2000 2000        | LINEAR                               |
| 106256 - | 2000 UK57                | 2000 2000        | LINEAR                               |
| 106257 - | 2000 UJ58                | 2000 2000        | LINEAR                               |
| 106258 - | 2000 UN59                | 2000 2000        | LINEAR                               |
| 106259 - | 2000 UX59                | 2000 2000        | LINEAR                               |
| 106260 - | 2000 UC60                | 2000 2000        | LINEAR                               |
| 106261 - | 2000 UD60                | 2000 2000        | LINEAR                               |
| 106262 - | 2000 UZ60                | 2000 2000        | LINEAR                               |
| 106263 - | 2000 UG62                | 2000 2000        | LINEAR                               |
| 106264 - | 2000 UP62                | 2000 2000        | LINEAR                               |
| 106265 - | 2000 UX62                | 2000 2000        | LINEAR                               |
| 106266 - | 2000 UA63                | 2000 2000        | LINEAR                               |
| 106267 - | 2000 UZ63                | 2000 2000        | LINEAR                               |
| 106268 - | 2000 UD64                | 2000 2000        | LINEAR                               |
| 106269 - | 2000 UW64                | 2000 2000        | LINEAR                               |
| 106270 - | 2000 UK66                | 2000 2000        | LINEAR                               |
| 106271 - | 2000 UO67                | 2000 2000        | LINEAR                               |
| 106272 - | 2000 UP67                | 2000 2000        | LINEAR                               |
| 106273 - | 2000 UB68                | 2000 2000        | LINEAR                               |
| 106274 - | 2000 UU69                | 2000 2000        | LINEAR                               |
| 106275 - | 2000 UY69                | 2000 2000        | LINEAR                               |
| 106276 - | 2000 UB70                | 2000 2000        | LINEAR                               |
| 106277 - | 2000 UA71                | 2000 2000        | LINEAR                               |
| 106278 - | 2000 UZ71                | 2000 2000        | LINEAR                               |
| 106279 - | 2000 UN72                | 2000 2000        | LINEAR                               |
| 106280 - | 2000 UQ72                | 2000 2000        | LINEAR                               |
| 106281 - | 2000 UW73                | 2000 2000        | LINEAR                               |
| 106282 - | 2000 UP74                | 2000 2000        | LINEAR                               |
| 106283 - | 2000 UZ74                | 2000 2000        | LINEAR                               |
| 106284 - | 2000 UG76                | 2000 2000        | LINEAR                               |
| 106285 - | 2000 UG77                | 2000 2000        | LINEAR                               |
| 106286 - | 2000 UK77                | 2000 2000        | LINEAR                               |
| 106287 - | 2000 UP77                | 2000 2000        | LINEAR                               |
| 106288 - | 2000 UK78                | 2000 2000        | LINEAR                               |
| 106289 - | 2000 UY78                | 2000 2000        | LINEAR                               |
| 106290 - | 2000 UR79                | 2000 2000        | LINEAR                               |
| 106291 - | 2000 UW79                | 2000 2000        | LINEAR                               |
| 106292 - | 2000 UM80                | 2000 2000        | LINEAR                               |
| 106293 - | 2000 US81                | 2000 2000        | LINEAR                               |
| 106294 - | 2000 UH82                | 2000 2000        | LINEAR                               |
| 106295 - | 2000 UJ82                | 2000 2000        | LINEAR                               |
| 106296 - | 2000 UE83                | 2000 2000        | LINEAR                               |
| 106297 - | 2000 UQ83                | 2000 2000        | LINEAR                               |
| 106298 - | 2000 UX83                | 2000 2000        | LINEAR                               |
| 106299 - | 2000 UJ84                | 2000 2000        | LINEAR                               |
| 106300 - | 2000 UX84                | 2000 2000        | LINEAR                               |

## 106301-106400
| Nome     | Designazione provvisoria | Data di scoperta | Scopritore     |
| -------- | ------------------------ | ---------------- | -------------- |
| 106301 - | 2000 UJ86                | 31 ottobre 2000  | LINEAR         |
| 106302 - | 2000 UJ87                | 31 ottobre 2000  | LINEAR         |
| 106303 - | 2000 UO87                | 31 ottobre 2000  | LINEAR         |
| 106304 - | 2000 UO88                | 31 ottobre 2000  | LINEAR         |
| 106305 - | 2000 UD90                | 24 ottobre 2000  | LINEAR         |
| 106306 - | 2000 UU91                | 25 ottobre 2000  | LINEAR         |
| 106307 - | 2000 UD92                | 25 ottobre 2000  | LINEAR         |
| 106308 - | 2000 UN92                | 25 ottobre 2000  | LINEAR         |
| 106309 - | 2000 UU92                | 25 ottobre 2000  | LINEAR         |
| 106310 - | 2000 UX92                | 25 ottobre 2000  | LINEAR         |
| 106311 - | 2000 UL93                | 25 ottobre 2000  | LINEAR         |
| 106312 - | 2000 UC94                | 25 ottobre 2000  | LINEAR         |
| 106313 - | 2000 UE94                | 25 ottobre 2000  | LINEAR         |
| 106314 - | 2000 UJ94                | 25 ottobre 2000  | LINEAR         |
| 106315 - | 2000 UP94                | 25 ottobre 2000  | LINEAR         |
| 106316 - | 2000 UA96                | 25 ottobre 2000  | LINEAR         |
| 106317 - | 2000 UK96                | 25 ottobre 2000  | LINEAR         |
| 106318 - | 2000 UP97                | 25 ottobre 2000  | LINEAR         |
| 106319 - | 2000 UD98                | 25 ottobre 2000  | LINEAR         |
| 106320 - | 2000 UN98                | 25 ottobre 2000  | LINEAR         |
| 106321 - | 2000 US98                | 25 ottobre 2000  | LINEAR         |
| 106322 - | 2000 UQ99                | 25 ottobre 2000  | LINEAR         |
| 106323 - | 2000 UD100               | 25 ottobre 2000  | LINEAR         |
| 106324 - | 2000 UD101               | 25 ottobre 2000  | LINEAR         |
| 106325 - | 2000 UE101               | 25 ottobre 2000  | LINEAR         |
| 106326 - | 2000 UN101               | 25 ottobre 2000  | LINEAR         |
| 106327 - | 2000 UF102               | 25 ottobre 2000  | LINEAR         |
| 106328 - | 2000 UV102               | 25 ottobre 2000  | LINEAR         |
| 106329 - | 2000 UL104               | 25 ottobre 2000  | LINEAR         |
| 106330 - | 2000 UU104               | 25 ottobre 2000  | LINEAR         |
| 106331 - | 2000 UW105               | 29 ottobre 2000  | LINEAR         |
| 106332 - | 2000 UO106               | 30 ottobre 2000  | LINEAR         |
| 106333 - | 2000 UC107               | 30 ottobre 2000  | LINEAR         |
| 106334 - | 2000 UM107               | 30 ottobre 2000  | LINEAR         |
| 106335 - | 2000 UV107               | 30 ottobre 2000  | LINEAR         |
| 106336 - | 2000 UW107               | 30 ottobre 2000  | LINEAR         |
| 106337 - | 2000 UZ107               | 30 ottobre 2000  | LINEAR         |
| 106338 - | 2000 UE108               | 30 ottobre 2000  | LINEAR         |
| 106339 - | 2000 UT108               | 31 ottobre 2000  | LINEAR         |
| 106340 - | 2000 UV108               | 31 ottobre 2000  | LINEAR         |
| 106341 - | 2000 UZ108               | 31 ottobre 2000  | LINEAR         |
| 106342 - | 2000 UP110               | 31 ottobre 2000  | LINEAR         |
| 106343 - | 2000 UT110               | 25 ottobre 2000  | LINEAR         |
| 106344 - | 2000 UC111               | 26 ottobre 2000  | Spacewatch     |
| 106345 - | 2000 UQ111               | 29 ottobre 2000  | Spacewatch     |
| 106346 - | 2000 UA112               | 29 ottobre 2000  | Spacewatch     |
| 106347 - | 2000 UG112               | 31 ottobre 2000  | LINEAR         |
| 106348 - | 2000 UJ112               | 25 ottobre 2000  | LINEAR         |
| 106349 - | 2000 VE                  | 1 novembre 2000  | W. K. Y. Yeung |
| 106350 - | 2000 VM1                 | 1 novembre 2000  | LINEAR         |
| 106351 - | 2000 VH2                 | 1 novembre 2000  | LINEAR         |
| 106352 - | 2000 VA3                 | 1 novembre 2000  | Spacewatch     |
| 106353 - | 2000 VX3                 | 1 novembre 2000  | LINEAR         |
| 106354 - | 2000 VD4                 | 1 novembre 2000  | LINEAR         |
| 106355 - | 2000 VS4                 | 1 novembre 2000  | LINEAR         |
| 106356 - | 2000 VX4                 | 1 novembre 2000  | LINEAR         |
| 106357 - | 2000 VD5                 | 1 novembre 2000  | LINEAR         |
| 106358 - | 2000 VE5                 | 1 novembre 2000  | LINEAR         |
| 106359 - | 2000 VP6                 | 1 novembre 2000  | LINEAR         |
| 106360 - | 2000 VB7                 | 1 novembre 2000  | LINEAR         |
| 106361 - | 2000 VK7                 | 1 novembre 2000  | LINEAR         |
| 106362 - | 2000 VB8                 | 1 novembre 2000  | LINEAR         |
| 106363 - | 2000 VE8                 | 1 novembre 2000  | LINEAR         |
| 106364 - | 2000 VO8                 | 1 novembre 2000  | LINEAR         |
| 106365 - | 2000 VS8                 | 1 novembre 2000  | LINEAR         |
| 106366 - | 2000 VM9                 | 1 novembre 2000  | LINEAR         |
| 106367 - | 2000 VQ9                 | 1 novembre 2000  | LINEAR         |
| 106368 - | 2000 VZ9                 | 1 novembre 2000  | LINEAR         |
| 106369 - | 2000 VE10                | 1 novembre 2000  | LINEAR         |
| 106370 - | 2000 VT10                | 1 novembre 2000  | LINEAR         |
| 106371 - | 2000 VA11                | 1 novembre 2000  | LINEAR         |
| 106372 - | 2000 VJ11                | 1 novembre 2000  | LINEAR         |
| 106373 - | 2000 VP11                | 1 novembre 2000  | LINEAR         |
| 106374 - | 2000 VQ11                | 1 novembre 2000  | LINEAR         |
| 106375 - | 2000 VT13                | 1 novembre 2000  | LINEAR         |
| 106376 - | 2000 VW13                | 1 novembre 2000  | LINEAR         |
| 106377 - | 2000 VY13                | 1 novembre 2000  | LINEAR         |
| 106378 - | 2000 VG14                | 1 novembre 2000  | LINEAR         |
| 106379 - | 2000 VL14                | 1 novembre 2000  | LINEAR         |
| 106380 - | 2000 VE15                | 1 novembre 2000  | LINEAR         |
| 106381 - | 2000 VB16                | 1 novembre 2000  | LINEAR         |
| 106382 - | 2000 VF16                | 1 novembre 2000  | LINEAR         |
| 106383 - | 2000 VG16                | 1 novembre 2000  | LINEAR         |
| 106384 - | 2000 VQ16                | 1 novembre 2000  | LINEAR         |
| 106385 - | 2000 VH17                | 1 novembre 2000  | LINEAR         |
| 106386 - | 2000 VP17                | 1 novembre 2000  | LINEAR         |
| 106387 - | 2000 VR17                | 1 novembre 2000  | LINEAR         |
| 106388 - | 2000 VV17                | 1 novembre 2000  | LINEAR         |
| 106389 - | 2000 VN20                | 1 novembre 2000  | LINEAR         |
| 106390 - | 2000 VR20                | 1 novembre 2000  | LINEAR         |
| 106391 - | 2000 VZ21                | 1 novembre 2000  | LINEAR         |
| 106392 - | 2000 VB22                | 1 novembre 2000  | LINEAR         |
| 106393 - | 2000 VW22                | 1 novembre 2000  | LINEAR         |
| 106394 - | 2000 VG24                | 1 novembre 2000  | LINEAR         |
| 106395 - | 2000 VL24                | 1 novembre 2000  | LINEAR         |
| 106396 - | 2000 VQ24                | 1 novembre 2000  | LINEAR         |
| 106397 - | 2000 VO25                | 1 novembre 2000  | LINEAR         |
| 106398 - | 2000 VP25                | 1 novembre 2000  | LINEAR         |
| 106399 - | 2000 VS25                | 1 novembre 2000  | LINEAR         |
| 106400 - | 2000 VO27                | 1 novembre 2000  | LINEAR         |

## 106401-106500
| Nome     | Designazione provvisoria | Data di scoperta | Scopritore                           |
| -------- | ------------------------ | ---------------- | ------------------------------------ |
| 106401 - | 2000 VB28                | 1 novembre 2000  | LINEAR                               |
| 106402 - | 2000 VD28                | 1 novembre 2000  | LINEAR                               |
| 106403 - | 2000 VN28                | 1 novembre 2000  | LINEAR                               |
| 106404 - | 2000 VV28                | 1 novembre 2000  | LINEAR                               |
| 106405 - | 2000 VJ29                | 1 novembre 2000  | LINEAR                               |
| 106406 - | 2000 VM29                | 1 novembre 2000  | LINEAR                               |
| 106407 - | 2000 VN29                | 1 novembre 2000  | LINEAR                               |
| 106408 - | 2000 VK30                | 1 novembre 2000  | LINEAR                               |
| 106409 - | 2000 VE31                | 1 novembre 2000  | LINEAR                               |
| 106410 - | 2000 VJ31                | 1 novembre 2000  | LINEAR                               |
| 106411 - | 2000 VK31                | 1 novembre 2000  | LINEAR                               |
| 106412 - | 2000 VL31                | 1 novembre 2000  | LINEAR                               |
| 106413 - | 2000 VD32                | 1 novembre 2000  | LINEAR                               |
| 106414 - | 2000 VM32                | 1 novembre 2000  | LINEAR                               |
| 106415 - | 2000 VR32                | 1 novembre 2000  | LINEAR                               |
| 106416 - | 2000 VC34                | 1 novembre 2000  | LINEAR                               |
| 106417 - | 2000 VC35                | 1 novembre 2000  | LINEAR                               |
| 106418 - | 2000 VU35                | 1 novembre 2000  | LINEAR                               |
| 106419 - | 2000 VO37                | 1 novembre 2000  | LINEAR                               |
| 106420 - | 2000 VC38                | 1 novembre 2000  | LINEAR                               |
| 106421 - | 2000 VE38                | 1 novembre 2000  | Beijing Schmidt CCD Asteroid Program |
| 106422 - | 2000 VC42                | 1 novembre 2000  | LINEAR                               |
| 106423 - | 2000 VH42                | 1 novembre 2000  | LINEAR                               |
| 106424 - | 2000 VN42                | 1 novembre 2000  | LINEAR                               |
| 106425 - | 2000 VU42                | 1 novembre 2000  | LINEAR                               |
| 106426 - | 2000 VN43                | 1 novembre 2000  | LINEAR                               |
| 106427 - | 2000 VT43                | 1 novembre 2000  | LINEAR                               |
| 106428 - | 2000 VV43                | 1 novembre 2000  | LINEAR                               |
| 106429 - | 2000 VZ43                | 1 novembre 2000  | LINEAR                               |
| 106430 - | 2000 VN45                | 2 novembre 2000  | LINEAR                               |
| 106431 - | 2000 VU45                | 2 novembre 2000  | LINEAR                               |
| 106432 - | 2000 VB48                | 2 novembre 2000  | LINEAR                               |
| 106433 - | 2000 VM48                | 2 novembre 2000  | LINEAR                               |
| 106434 - | 2000 VV49                | 2 novembre 2000  | LINEAR                               |
| 106435 - | 2000 VM50                | 2 novembre 2000  | LINEAR                               |
| 106436 - | 2000 VB51                | 3 novembre 2000  | LINEAR                               |
| 106437 - | 2000 VL51                | 3 novembre 2000  | LINEAR                               |
| 106438 - | 2000 VK52                | 3 novembre 2000  | LINEAR                               |
| 106439 - | 2000 VL52                | 3 novembre 2000  | LINEAR                               |
| 106440 - | 2000 VM52                | 3 novembre 2000  | LINEAR                               |
| 106441 - | 2000 VA53                | 3 novembre 2000  | LINEAR                               |
| 106442 - | 2000 VL54                | 3 novembre 2000  | LINEAR                               |
| 106443 - | 2000 VN54                | 3 novembre 2000  | LINEAR                               |
| 106444 - | 2000 VP54                | 3 novembre 2000  | LINEAR                               |
| 106445 - | 2000 VN55                | 3 novembre 2000  | LINEAR                               |
| 106446 - | 2000 VT55                | 3 novembre 2000  | LINEAR                               |
| 106447 - | 2000 VA56                | 3 novembre 2000  | LINEAR                               |
| 106448 - | 2000 VN56                | 3 novembre 2000  | LINEAR                               |
| 106449 - | 2000 VU56                | 3 novembre 2000  | LINEAR                               |
| 106450 - | 2000 VJ57                | 3 novembre 2000  | LINEAR                               |
| 106451 - | 2000 VX57                | 3 novembre 2000  | LINEAR                               |
| 106452 - | 2000 VJ59                | 6 novembre 2000  | LINEAR                               |
| 106453 - | 2000 VC60                | 1 novembre 2000  | LINEAR                               |
| 106454 - | 2000 VJ60                | 1 novembre 2000  | Spacewatch                           |
| 106455 - | 2000 VJ62                | 9 novembre 2000  | LINEAR                               |
| 106456 - | 2000 VW62                | 3 novembre 2000  | LINEAR                               |
| 106457 - | 2000 WC                  | 16 novembre 2000 | Spacewatch                           |
| 106458 - | 2000 WT2                 | 17 novembre 2000 | LINEAR                               |
| 106459 - | 2000 WD3                 | 19 novembre 2000 | LINEAR                               |
| 106460 - | 2000 WV3                 | 19 novembre 2000 | LINEAR                               |
| 106461 - | 2000 WZ3                 | 19 novembre 2000 | LINEAR                               |
| 106462 - | 2000 WP4                 | 19 novembre 2000 | LINEAR                               |
| 106463 - | 2000 WR4                 | 19 novembre 2000 | LINEAR                               |
| 106464 - | 2000 WU4                 | 19 novembre 2000 | LINEAR                               |
| 106465 - | 2000 WZ4                 | 19 novembre 2000 | LINEAR                               |
| 106466 - | 2000 WF7                 | 20 novembre 2000 | LINEAR                               |
| 106467 - | 2000 WJ7                 | 20 novembre 2000 | LINEAR                               |
| 106468 - | 2000 WO7                 | 20 novembre 2000 | LINEAR                               |
| 106469 - | 2000 WR8                 | 20 novembre 2000 | LINEAR                               |
| 106470 - | 2000 WU9                 | 21 novembre 2000 | G. Hug                               |
| 106471 - | 2000 WJ11                | 24 novembre 2000 | A. J. Cecce                          |
| 106472 - | 2000 WK12                | 22 novembre 2000 | NEAT                                 |
| 106473 - | 2000 WV13                | 20 novembre 2000 | LINEAR                               |
| 106474 - | 2000 WZ13                | 20 novembre 2000 | LINEAR                               |
| 106475 - | 2000 WF14                | 20 novembre 2000 | LINEAR                               |
| 106476 - | 2000 WU15                | 21 novembre 2000 | LINEAR                               |
| 106477 - | 2000 WZ16                | 21 novembre 2000 | LINEAR                               |
| 106478 - | 2000 WH18                | 21 novembre 2000 | LINEAR                               |
| 106479 - | 2000 WP18                | 21 novembre 2000 | LINEAR                               |
| 106480 - | 2000 WX18                | 21 novembre 2000 | LINEAR                               |
| 106481 - | 2000 WD19                | 25 novembre 2000 | C. W. Juels                          |
| 106482 - | 2000 WA22                | 20 novembre 2000 | LINEAR                               |
| 106483 - | 2000 WF22                | 20 novembre 2000 | LINEAR                               |
| 106484 - | 2000 WV22                | 20 novembre 2000 | LINEAR                               |
| 106485 - | 2000 WU23                | 20 novembre 2000 | LINEAR                               |
| 106486 - | 2000 WG24                | 20 novembre 2000 | LINEAR                               |
| 106487 - | 2000 WH24                | 20 novembre 2000 | LINEAR                               |
| 106488 - | 2000 WY24                | 20 novembre 2000 | LINEAR                               |
| 106489 - | 2000 WA25                | 20 novembre 2000 | LINEAR                               |
| 106490 - | 2000 WB26                | 21 novembre 2000 | LINEAR                               |
| 106491 - | 2000 WG28                | 23 novembre 2000 | NEAT                                 |
| 106492 - | 2000 WJ28                | 23 novembre 2000 | NEAT                                 |
| 106493 - | 2000 WM29                | 21 novembre 2000 | LINEAR                               |
| 106494 - | 2000 WL30                | 20 novembre 2000 | LINEAR                               |
| 106495 - | 2000 WD31                | 20 novembre 2000 | LINEAR                               |
| 106496 - | 2000 WK31                | 20 novembre 2000 | LINEAR                               |
| 106497 - | 2000 WO31                | 20 novembre 2000 | LINEAR                               |
| 106498 - | 2000 WD33                | 20 novembre 2000 | LINEAR                               |
| 106499 - | 2000 WE33                | 20 novembre 2000 | LINEAR                               |
| 106500 - | 2000 WW34                | 20 novembre 2000 | LINEAR                               |

## 106501-106600
| Nome             | Designazione provvisoria | Data di scoperta | Scopritore  |
| ---------------- | ------------------------ | ---------------- | ----------- |
| 106501 -         | 2000 WN36                | 20 novembre 2000 | LINEAR      |
| 106502 -         | 2000 WO36                | 20 novembre 2000 | LINEAR      |
| 106503 -         | 2000 WS36                | 20 novembre 2000 | LINEAR      |
| 106504 -         | 2000 WT36                | 20 novembre 2000 | LINEAR      |
| 106505 -         | 2000 WY36                | 20 novembre 2000 | LINEAR      |
| 106506 -         | 2000 WS38                | 20 novembre 2000 | LINEAR      |
| 106507 -         | 2000 WO39                | 20 novembre 2000 | LINEAR      |
| 106508 -         | 2000 WR39                | 20 novembre 2000 | LINEAR      |
| 106509 -         | 2000 WM41                | 20 novembre 2000 | LINEAR      |
| 106510 -         | 2000 WN41                | 20 novembre 2000 | LINEAR      |
| 106511 -         | 2000 WK42                | 21 novembre 2000 | LINEAR      |
| 106512 -         | 2000 WP42                | 21 novembre 2000 | LINEAR      |
| 106513 -         | 2000 WH43                | 21 novembre 2000 | LINEAR      |
| 106514 -         | 2000 WN44                | 21 novembre 2000 | LINEAR      |
| 106515 -         | 2000 WS44                | 21 novembre 2000 | LINEAR      |
| 106516 -         | 2000 WN45                | 21 novembre 2000 | LINEAR      |
| 106517 -         | 2000 WQ45                | 21 novembre 2000 | LINEAR      |
| 106518 -         | 2000 WR49                | 25 novembre 2000 | LINEAR      |
| 106519 -         | 2000 WY49                | 25 novembre 2000 | LINEAR      |
| 106520 -         | 2000 WA51                | 21 novembre 2000 | LINEAR      |
| 106521 -         | 2000 WC51                | 26 novembre 2000 | LINEAR      |
| 106522 -         | 2000 WM53                | 27 novembre 2000 | Spacewatch  |
| 106523 -         | 2000 WE55                | 20 novembre 2000 | LINEAR      |
| 106524 -         | 2000 WJ55                | 20 novembre 2000 | LINEAR      |
| 106525 -         | 2000 WZ55                | 20 novembre 2000 | LINEAR      |
| 106526 -         | 2000 WN56                | 21 novembre 2000 | LINEAR      |
| 106527 -         | 2000 WW56                | 21 novembre 2000 | LINEAR      |
| 106528 -         | 2000 WA57                | 21 novembre 2000 | LINEAR      |
| 106529 -         | 2000 WZ57                | 21 novembre 2000 | LINEAR      |
| 106530 -         | 2000 WA58                | 21 novembre 2000 | LINEAR      |
| 106531 -         | 2000 WY58                | 21 novembre 2000 | LINEAR      |
| 106532 -         | 2000 WC59                | 21 novembre 2000 | LINEAR      |
| 106533 -         | 2000 WD60                | 21 novembre 2000 | LINEAR      |
| 106534 -         | 2000 WK60                | 21 novembre 2000 | LINEAR      |
| 106535 -         | 2000 WR62                | 28 novembre 2000 | C. W. Juels |
| 106536 -         | 2000 WV62                | 28 novembre 2000 | C. W. Juels |
| 106537 McCarthy  | 2000 WB63                | 23 novembre 2000 | J. Medkeff  |
| 106538 -         | 2000 WK63                | 26 novembre 2000 | LINEAR      |
| 106539 -         | 2000 WA66                | 28 novembre 2000 | P. G. Comba |
| 106540 -         | 2000 WD66                | 19 novembre 2000 | LINEAR      |
| 106541 -         | 2000 WE66                | 19 novembre 2000 | LINEAR      |
| 106542 -         | 2000 WP66                | 21 novembre 2000 | LINEAR      |
| 106543 -         | 2000 WA67                | 25 novembre 2000 | LINEAR      |
| 106544 -         | 2000 WJ68                | 27 novembre 2000 | Črni Vrh    |
| 106545 Colanduno | 2000 WL68                | 28 novembre 2000 | J. Medkeff  |
| 106546 -         | 2000 WF69                | 19 novembre 2000 | LINEAR      |
| 106547 -         | 2000 WH69                | 19 novembre 2000 | LINEAR      |
| 106548 -         | 2000 WN69                | 19 novembre 2000 | LINEAR      |
| 106549 -         | 2000 WS69                | 19 novembre 2000 | LINEAR      |
| 106550 -         | 2000 WG72                | 19 novembre 2000 | LINEAR      |
| 106551 -         | 2000 WT72                | 20 novembre 2000 | LINEAR      |
| 106552 -         | 2000 WW73                | 20 novembre 2000 | LINEAR      |
| 106553 -         | 2000 WP74                | 20 novembre 2000 | LINEAR      |
| 106554 -         | 2000 WM75                | 20 novembre 2000 | LINEAR      |
| 106555 -         | 2000 WX75                | 20 novembre 2000 | LINEAR      |
| 106556 -         | 2000 WC77                | 20 novembre 2000 | LINEAR      |
| 106557 -         | 2000 WJ77                | 20 novembre 2000 | LINEAR      |
| 106558 -         | 2000 WW80                | 20 novembre 2000 | LINEAR      |
| 106559 -         | 2000 WC81                | 20 novembre 2000 | LINEAR      |
| 106560 -         | 2000 WH82                | 20 novembre 2000 | LINEAR      |
| 106561 -         | 2000 WL83                | 20 novembre 2000 | LINEAR      |
| 106562 -         | 2000 WQ83                | 20 novembre 2000 | LINEAR      |
| 106563 -         | 2000 WR85                | 20 novembre 2000 | LINEAR      |
| 106564 -         | 2000 WY85                | 20 novembre 2000 | LINEAR      |
| 106565 -         | 2000 WE86                | 20 novembre 2000 | LINEAR      |
| 106566 -         | 2000 WJ88                | 20 novembre 2000 | LINEAR      |
| 106567 -         | 2000 WK88                | 20 novembre 2000 | LINEAR      |
| 106568 -         | 2000 WV88                | 20 novembre 2000 | LINEAR      |
| 106569 -         | 2000 WC89                | 21 novembre 2000 | LINEAR      |
| 106570 -         | 2000 WY89                | 21 novembre 2000 | LINEAR      |
| 106571 -         | 2000 WB90                | 21 novembre 2000 | LINEAR      |
| 106572 -         | 2000 WN90                | 21 novembre 2000 | LINEAR      |
| 106573 -         | 2000 WR90                | 21 novembre 2000 | LINEAR      |
| 106574 -         | 2000 WH94                | 21 novembre 2000 | LINEAR      |
| 106575 -         | 2000 WO94                | 21 novembre 2000 | LINEAR      |
| 106576 -         | 2000 WX94                | 21 novembre 2000 | LINEAR      |
| 106577 -         | 2000 WB95                | 21 novembre 2000 | LINEAR      |
| 106578 -         | 2000 WA97                | 21 novembre 2000 | LINEAR      |
| 106579 -         | 2000 WO98                | 21 novembre 2000 | LINEAR      |
| 106580 -         | 2000 WZ98                | 21 novembre 2000 | LINEAR      |
| 106581 -         | 2000 WK100               | 21 novembre 2000 | LINEAR      |
| 106582 -         | 2000 WH101               | 21 novembre 2000 | LINEAR      |
| 106583 -         | 2000 WE102               | 26 novembre 2000 | LINEAR      |
| 106584 -         | 2000 WG104               | 27 novembre 2000 | LINEAR      |
| 106585 -         | 2000 WJ105               | 27 novembre 2000 | Spacewatch  |
| 106586 -         | 2000 WL105               | 27 novembre 2000 | Spacewatch  |
| 106587 -         | 2000 WH106               | 25 novembre 2000 | NEAT        |
| 106588 -         | 2000 WW106               | 20 novembre 2000 | LINEAR      |
| 106589 -         | 2000 WN107               | 29 novembre 2000 | NEAT        |
| 106590 -         | 2000 WQ107               | 20 novembre 2000 | LINEAR      |
| 106591 -         | 2000 WF108               | 20 novembre 2000 | LINEAR      |
| 106592 -         | 2000 WM108               | 20 novembre 2000 | LINEAR      |
| 106593 -         | 2000 WO108               | 20 novembre 2000 | LINEAR      |
| 106594 -         | 2000 WW108               | 20 novembre 2000 | LINEAR      |
| 106595 -         | 2000 WT109               | 20 novembre 2000 | LINEAR      |
| 106596 -         | 2000 WE110               | 20 novembre 2000 | LINEAR      |
| 106597 -         | 2000 WG111               | 20 novembre 2000 | LINEAR      |
| 106598 -         | 2000 WZ112               | 20 novembre 2000 | LINEAR      |
| 106599 -         | 2000 WA113               | 20 novembre 2000 | LINEAR      |
| 106600 -         | 2000 WX113               | 20 novembre 2000 | LINEAR      |

## 106601-106700
| Nome     | Designazione provvisoria | Data di scoperta | Scopritore |
| -------- | ------------------------ | ---------------- | ---------- |
| 106601 - | 2000 WE114               | 20 novembre 2000 | LINEAR     |
| 106602 - | 2000 WH114               | 20 novembre 2000 | LINEAR     |
| 106603 - | 2000 WM114               | 20 novembre 2000 | LINEAR     |
| 106604 - | 2000 WN114               | 20 novembre 2000 | LINEAR     |
| 106605 - | 2000 WD115               | 20 novembre 2000 | LINEAR     |
| 106606 - | 2000 WR115               | 20 novembre 2000 | LINEAR     |
| 106607 - | 2000 WU115               | 20 novembre 2000 | LINEAR     |
| 106608 - | 2000 WM116               | 20 novembre 2000 | LINEAR     |
| 106609 - | 2000 WN116               | 20 novembre 2000 | LINEAR     |
| 106610 - | 2000 WU116               | 20 novembre 2000 | LINEAR     |
| 106611 - | 2000 WJ120               | 20 novembre 2000 | LINEAR     |
| 106612 - | 2000 WR120               | 20 novembre 2000 | LINEAR     |
| 106613 - | 2000 WN121               | 26 novembre 2000 | LINEAR     |
| 106614 - | 2000 WQ121               | 26 novembre 2000 | LINEAR     |
| 106615 - | 2000 WY121               | 29 novembre 2000 | LINEAR     |
| 106616 - | 2000 WJ122               | 29 novembre 2000 | LINEAR     |
| 106617 - | 2000 WB123               | 29 novembre 2000 | LINEAR     |
| 106618 - | 2000 WJ123               | 29 novembre 2000 | LINEAR     |
| 106619 - | 2000 WB124               | 30 novembre 2000 | Spacewatch |
| 106620 - | 2000 WL124               | 19 novembre 2000 | LINEAR     |
| 106621 - | 2000 WM124               | 19 novembre 2000 | LINEAR     |
| 106622 - | 2000 WP124               | 19 novembre 2000 | LINEAR     |
| 106623 - | 2000 WT124               | 30 novembre 2000 | LINEAR     |
| 106624 - | 2000 WV124               | 27 novembre 2000 | NEAT       |
| 106625 - | 2000 WC125               | 21 novembre 2000 | LINEAR     |
| 106626 - | 2000 WE126               | 30 novembre 2000 | LINEAR     |
| 106627 - | 2000 WG126               | 30 novembre 2000 | LINEAR     |
| 106628 - | 2000 WH126               | 30 novembre 2000 | LINEAR     |
| 106629 - | 2000 WY128               | 19 novembre 2000 | Spacewatch |
| 106630 - | 2000 WF130               | 19 novembre 2000 | Spacewatch |
| 106631 - | 2000 WX130               | 20 novembre 2000 | LONEOS     |
| 106632 - | 2000 WH131               | 20 novembre 2000 | LONEOS     |
| 106633 - | 2000 WP131               | 20 novembre 2000 | LINEAR     |
| 106634 - | 2000 WY131               | 30 novembre 2000 | NEAT       |
| 106635 - | 2000 WL132               | 19 novembre 2000 | LINEAR     |
| 106636 - | 2000 WQ132               | 19 novembre 2000 | LINEAR     |
| 106637 - | 2000 WU132               | 19 novembre 2000 | LINEAR     |
| 106638 - | 2000 WB133               | 19 novembre 2000 | LINEAR     |
| 106639 - | 2000 WL133               | 19 novembre 2000 | LINEAR     |
| 106640 - | 2000 WN133               | 19 novembre 2000 | LINEAR     |
| 106641 - | 2000 WR133               | 19 novembre 2000 | LINEAR     |
| 106642 - | 2000 WL134               | 19 novembre 2000 | LINEAR     |
| 106643 - | 2000 WO134               | 19 novembre 2000 | LINEAR     |
| 106644 - | 2000 WT134               | 19 novembre 2000 | LINEAR     |
| 106645 - | 2000 WV134               | 19 novembre 2000 | LINEAR     |
| 106646 - | 2000 WW134               | 19 novembre 2000 | LINEAR     |
| 106647 - | 2000 WC135               | 19 novembre 2000 | LINEAR     |
| 106648 - | 2000 WU135               | 20 novembre 2000 | LONEOS     |
| 106649 - | 2000 WW135               | 20 novembre 2000 | LINEAR     |
| 106650 - | 2000 WO136               | 20 novembre 2000 | LINEAR     |
| 106651 - | 2000 WA137               | 20 novembre 2000 | LINEAR     |
| 106652 - | 2000 WV140               | 21 novembre 2000 | LINEAR     |
| 106653 - | 2000 WW140               | 21 novembre 2000 | LINEAR     |
| 106654 - | 2000 WA141               | 21 novembre 2000 | NEAT       |
| 106655 - | 2000 WP141               | 19 novembre 2000 | LINEAR     |
| 106656 - | 2000 WE142               | 20 novembre 2000 | LONEOS     |
| 106657 - | 2000 WK142               | 20 novembre 2000 | LONEOS     |
| 106658 - | 2000 WA143               | 20 novembre 2000 | LONEOS     |
| 106659 - | 2000 WU143               | 20 novembre 2000 | LINEAR     |
| 106660 - | 2000 WV143               | 20 novembre 2000 | LINEAR     |
| 106661 - | 2000 WH144               | 21 novembre 2000 | NEAT       |
| 106662 - | 2000 WW144               | 21 novembre 2000 | LINEAR     |
| 106663 - | 2000 WY144               | 21 novembre 2000 | LINEAR     |
| 106664 - | 2000 WY145               | 23 novembre 2000 | NEAT       |
| 106665 - | 2000 WA146               | 23 novembre 2000 | NEAT       |
| 106666 - | 2000 WL146               | 23 novembre 2000 | NEAT       |
| 106667 - | 2000 WN146               | 23 novembre 2000 | NEAT       |
| 106668 - | 2000 WO146               | 23 novembre 2000 | NEAT       |
| 106669 - | 2000 WF147               | 28 novembre 2000 | NEAT       |
| 106670 - | 2000 WX149               | 28 novembre 2000 | Spacewatch |
| 106671 - | 2000 WT150               | 19 novembre 2000 | LINEAR     |
| 106672 - | 2000 WK151               | 30 novembre 2000 | LINEAR     |
| 106673 - | 2000 WL151               | 30 novembre 2000 | LINEAR     |
| 106674 - | 2000 WA152               | 30 novembre 2000 | NEAT       |
| 106675 - | 2000 WC152               | 30 novembre 2000 | NEAT       |
| 106676 - | 2000 WO152               | 29 novembre 2000 | LINEAR     |
| 106677 - | 2000 WP152               | 29 novembre 2000 | LINEAR     |
| 106678 - | 2000 WR152               | 29 novembre 2000 | LINEAR     |
| 106679 - | 2000 WV152               | 29 novembre 2000 | LINEAR     |
| 106680 - | 2000 WK153               | 29 novembre 2000 | LINEAR     |
| 106681 - | 2000 WO153               | 29 novembre 2000 | LINEAR     |
| 106682 - | 2000 WL154               | 30 novembre 2000 | LINEAR     |
| 106683 - | 2000 WW154               | 30 novembre 2000 | LINEAR     |
| 106684 - | 2000 WA155               | 30 novembre 2000 | LINEAR     |
| 106685 - | 2000 WE156               | 30 novembre 2000 | LINEAR     |
| 106686 - | 2000 WM156               | 30 novembre 2000 | LINEAR     |
| 106687 - | 2000 WQ157               | 30 novembre 2000 | LINEAR     |
| 106688 - | 2000 WS157               | 30 novembre 2000 | LINEAR     |
| 106689 - | 2000 WW157               | 30 novembre 2000 | LINEAR     |
| 106690 - | 2000 WK158               | 30 novembre 2000 | LINEAR     |
| 106691 - | 2000 WW158               | 30 novembre 2000 | NEAT       |
| 106692 - | 2000 WF159               | 30 novembre 2000 | Spacewatch |
| 106693 - | 2000 WT161               | 20 novembre 2000 | LONEOS     |
| 106694 - | 2000 WV161               | 20 novembre 2000 | LONEOS     |
| 106695 - | 2000 WP164               | 22 novembre 2000 | NEAT       |
| 106696 - | 2000 WT164               | 22 novembre 2000 | NEAT       |
| 106697 - | 2000 WA165               | 22 novembre 2000 | NEAT       |
| 106698 - | 2000 WO166               | 24 novembre 2000 | LONEOS     |
| 106699 - | 2000 WA167               | 24 novembre 2000 | LONEOS     |
| 106700 - | 2000 WX167               | 24 novembre 2000 | LONEOS     |

## 106701-106800
| Nome     | Designazione provvisoria | Data di scoperta | Scopritore  |
| -------- | ------------------------ | ---------------- | ----------- |
| 106701 - | 2000 WA168               | 25 novembre 2000 | LINEAR      |
| 106702 - | 2000 WC168               | 25 novembre 2000 | LINEAR      |
| 106703 - | 2000 WF168               | 25 novembre 2000 | LINEAR      |
| 106704 - | 2000 WN168               | 25 novembre 2000 | LONEOS      |
| 106705 - | 2000 WC169               | 25 novembre 2000 | LONEOS      |
| 106706 - | 2000 WK169               | 26 novembre 2000 | LINEAR      |
| 106707 - | 2000 WF170               | 24 novembre 2000 | LONEOS      |
| 106708 - | 2000 WJ170               | 24 novembre 2000 | LONEOS      |
| 106709 - | 2000 WF171               | 24 novembre 2000 | Spacewatch  |
| 106710 - | 2000 WB172               | 25 novembre 2000 | LINEAR      |
| 106711 - | 2000 WE173               | 25 novembre 2000 | LONEOS      |
| 106712 - | 2000 WH173               | 25 novembre 2000 | LONEOS      |
| 106713 - | 2000 WY173               | 26 novembre 2000 | LINEAR      |
| 106714 - | 2000 WZ173               | 26 novembre 2000 | LONEOS      |
| 106715 - | 2000 WJ174               | 26 novembre 2000 | LINEAR      |
| 106716 - | 2000 WN174               | 26 novembre 2000 | LINEAR      |
| 106717 - | 2000 WQ174               | 26 novembre 2000 | LINEAR      |
| 106718 - | 2000 WS174               | 26 novembre 2000 | LINEAR      |
| 106719 - | 2000 WD175               | 26 novembre 2000 | LINEAR      |
| 106720 - | 2000 WR175               | 26 novembre 2000 | LINEAR      |
| 106721 - | 2000 WJ177               | 27 novembre 2000 | LINEAR      |
| 106722 - | 2000 WA179               | 25 novembre 2000 | LINEAR      |
| 106723 - | 2000 WE179               | 26 novembre 2000 | LINEAR      |
| 106724 - | 2000 WG179               | 26 novembre 2000 | LINEAR      |
| 106725 - | 2000 WF180               | 27 novembre 2000 | LINEAR      |
| 106726 - | 2000 WQ180               | 28 novembre 2000 | Spacewatch  |
| 106727 - | 2000 WT181               | 25 novembre 2000 | LONEOS      |
| 106728 - | 2000 WR182               | 20 novembre 2000 | LONEOS      |
| 106729 - | 2000 WS182               | 20 novembre 2000 | LONEOS      |
| 106730 - | 2000 WA183               | 17 novembre 2000 | LINEAR      |
| 106731 - | 2000 WW183               | 30 novembre 2000 | LONEOS      |
| 106732 - | 2000 WE184               | 30 novembre 2000 | LONEOS      |
| 106733 - | 2000 WQ184               | 30 novembre 2000 | Spacewatch  |
| 106734 - | 2000 WT184               | 30 novembre 2000 | Spacewatch  |
| 106735 - | 2000 WM185               | 29 novembre 2000 | LINEAR      |
| 106736 - | 2000 WN185               | 29 novembre 2000 | LINEAR      |
| 106737 - | 2000 WK186               | 27 novembre 2000 | LINEAR      |
| 106738 - | 2000 WG187               | 19 novembre 2000 | LONEOS      |
| 106739 - | 2000 WS187               | 16 novembre 2000 | LONEOS      |
| 106740 - | 2000 WL188               | 18 novembre 2000 | LONEOS      |
| 106741 - | 2000 WD189               | 18 novembre 2000 | LONEOS      |
| 106742 - | 2000 WQ189               | 18 novembre 2000 | LONEOS      |
| 106743 - | 2000 WU189               | 18 novembre 2000 | LONEOS      |
| 106744 - | 2000 WP190               | 18 novembre 2000 | LONEOS      |
| 106745 - | 2000 WU191               | 19 novembre 2000 | LONEOS      |
| 106746 - | 2000 WE192               | 19 novembre 2000 | LONEOS      |
| 106747 - | 2000 XD2                 | 1 dicembre 2000  | LINEAR      |
| 106748 - | 2000 XG2                 | 3 dicembre 2000  | L. Robinson |
| 106749 - | 2000 XS2                 | 1 dicembre 2000  | LINEAR      |
| 106750 - | 2000 XR3                 | 1 dicembre 2000  | LINEAR      |
| 106751 - | 2000 XL4                 | 1 dicembre 2000  | LINEAR      |
| 106752 - | 2000 XS4                 | 1 dicembre 2000  | LINEAR      |
| 106753 - | 2000 XU4                 | 1 dicembre 2000  | LINEAR      |
| 106754 - | 2000 XZ4                 | 1 dicembre 2000  | LINEAR      |
| 106755 - | 2000 XF5                 | 1 dicembre 2000  | LINEAR      |
| 106756 - | 2000 XS5                 | 1 dicembre 2000  | LINEAR      |
| 106757 - | 2000 XW5                 | 1 dicembre 2000  | LINEAR      |
| 106758 - | 2000 XK6                 | 1 dicembre 2000  | LINEAR      |
| 106759 - | 2000 XT6                 | 1 dicembre 2000  | LINEAR      |
| 106760 - | 2000 XD7                 | 1 dicembre 2000  | LINEAR      |
| 106761 - | 2000 XW8                 | 1 dicembre 2000  | LINEAR      |
| 106762 - | 2000 XU9                 | 1 dicembre 2000  | LINEAR      |
| 106763 - | 2000 XK10                | 1 dicembre 2000  | LINEAR      |
| 106764 - | 2000 XG11                | 1 dicembre 2000  | LINEAR      |
| 106765 - | 2000 XW11                | 4 dicembre 2000  | LINEAR      |
| 106766 - | 2000 XB12                | 4 dicembre 2000  | LINEAR      |
| 106767 - | 2000 XW13                | 4 dicembre 2000  | LINEAR      |
| 106768 - | 2000 XG14                | 1 dicembre 2000  | NEAT        |
| 106769 - | 2000 XA15                | 5 dicembre 2000  | LINEAR      |
| 106770 - | 2000 XD15                | 5 dicembre 2000  | LINEAR      |
| 106771 - | 2000 XE15                | 5 dicembre 2000  | LINEAR      |
| 106772 - | 2000 XT15                | 1 dicembre 2000  | LINEAR      |
| 106773 - | 2000 XG16                | 1 dicembre 2000  | LINEAR      |
| 106774 - | 2000 XM16                | 1 dicembre 2000  | LINEAR      |
| 106775 - | 2000 XR16                | 1 dicembre 2000  | LINEAR      |
| 106776 - | 2000 XP18                | 4 dicembre 2000  | LINEAR      |
| 106777 - | 2000 XQ18                | 4 dicembre 2000  | LINEAR      |
| 106778 - | 2000 XL19                | 4 dicembre 2000  | LINEAR      |
| 106779 - | 2000 XP19                | 4 dicembre 2000  | LINEAR      |
| 106780 - | 2000 XW19                | 4 dicembre 2000  | LINEAR      |
| 106781 - | 2000 XU20                | 4 dicembre 2000  | LINEAR      |
| 106782 - | 2000 XB21                | 4 dicembre 2000  | LINEAR      |
| 106783 - | 2000 XJ21                | 4 dicembre 2000  | LINEAR      |
| 106784 - | 2000 XQ21                | 4 dicembre 2000  | LINEAR      |
| 106785 - | 2000 XU21                | 4 dicembre 2000  | LINEAR      |
| 106786 - | 2000 XZ21                | 4 dicembre 2000  | LINEAR      |
| 106787 - | 2000 XO22                | 4 dicembre 2000  | LINEAR      |
| 106788 - | 2000 XQ22                | 4 dicembre 2000  | LINEAR      |
| 106789 - | 2000 XZ22                | 4 dicembre 2000  | LINEAR      |
| 106790 - | 2000 XW23                | 4 dicembre 2000  | LINEAR      |
| 106791 - | 2000 XF24                | 4 dicembre 2000  | LINEAR      |
| 106792 - | 2000 XR24                | 4 dicembre 2000  | LINEAR      |
| 106793 - | 2000 XB26                | 4 dicembre 2000  | LINEAR      |
| 106794 - | 2000 XK26                | 4 dicembre 2000  | LINEAR      |
| 106795 - | 2000 XP26                | 4 dicembre 2000  | LINEAR      |
| 106796 - | 2000 XQ26                | 4 dicembre 2000  | LINEAR      |
| 106797 - | 2000 XX27                | 4 dicembre 2000  | LINEAR      |
| 106798 - | 2000 XN28                | 4 dicembre 2000  | LINEAR      |
| 106799 - | 2000 XD31                | 4 dicembre 2000  | LINEAR      |
| 106800 - | 2000 XN31                | 4 dicembre 2000  | LINEAR      |

## 106801-106900
| Nome              | Designazione provvisoria | Data di scoperta | Scopritore                         |
| ----------------- | ------------------------ | ---------------- | ---------------------------------- |
| 106801 -          | 2000 XT31                | 4 dicembre 2000  | LINEAR                             |
| 106802 -          | 2000 XX32                | 4 dicembre 2000  | LINEAR                             |
| 106803 -          | 2000 XX33                | 4 dicembre 2000  | LINEAR                             |
| 106804 -          | 2000 XY33                | 4 dicembre 2000  | LINEAR                             |
| 106805 -          | 2000 XM35                | 4 dicembre 2000  | LINEAR                             |
| 106806 -          | 2000 XO35                | 4 dicembre 2000  | LINEAR                             |
| 106807 -          | 2000 XE37                | 5 dicembre 2000  | LINEAR                             |
| 106808 -          | 2000 XX38                | 5 dicembre 2000  | LINEAR                             |
| 106809 -          | 2000 XP39                | 4 dicembre 2000  | LINEAR                             |
| 106810 -          | 2000 XY39                | 5 dicembre 2000  | LINEAR                             |
| 106811 -          | 2000 XE40                | 5 dicembre 2000  | LINEAR                             |
| 106812 -          | 2000 XV40                | 5 dicembre 2000  | LINEAR                             |
| 106813 -          | 2000 XW41                | 5 dicembre 2000  | LINEAR                             |
| 106814 -          | 2000 XN42                | 5 dicembre 2000  | LINEAR                             |
| 106815 -          | 2000 XR42                | 5 dicembre 2000  | LINEAR                             |
| 106816 -          | 2000 XE43                | 5 dicembre 2000  | LINEAR                             |
| 106817 Yubangtaek | 2000 XC44                | 6 dicembre 2000  | Y.-B. Jeon, B.-C. Lee              |
| 106818 -          | 2000 XV44                | 8 dicembre 2000  | LINEAR                             |
| 106819 -          | 2000 XC45                | 5 dicembre 2000  | LINEAR                             |
| 106820 -          | 2000 XJ45                | 7 dicembre 2000  | LINEAR                             |
| 106821 -          | 2000 XX45                | 15 dicembre 2000 | LINEAR                             |
| 106822 -          | 2000 XN47                | 4 dicembre 2000  | LINEAR                             |
| 106823 -          | 2000 XB49                | 4 dicembre 2000  | LINEAR                             |
| 106824 -          | 2000 XJ51                | 6 dicembre 2000  | LINEAR                             |
| 106825 -          | 2000 XY53                | 15 dicembre 2000 | T. Pauwels                         |
| 106826 -          | 2000 YF                  | 16 dicembre 2000 | LINEAR                             |
| 106827 -          | 2000 YU                  | 16 dicembre 2000 | LINEAR                             |
| 106828 -          | 2000 YG1                 | 18 dicembre 2000 | Spacewatch                         |
| 106829 -          | 2000 YL1                 | 17 dicembre 2000 | LINEAR                             |
| 106830 -          | 2000 YC4                 | 19 dicembre 2000 | K. Korlević                        |
| 106831 -          | 2000 YQ4                 | 20 dicembre 2000 | Spacewatch                         |
| 106832 -          | 2000 YU6                 | 20 dicembre 2000 | LINEAR                             |
| 106833 -          | 2000 YF7                 | 20 dicembre 2000 | LINEAR                             |
| 106834 -          | 2000 YN7                 | 20 dicembre 2000 | LINEAR                             |
| 106835 -          | 2000 YE8                 | 22 dicembre 2000 | K. Korlević                        |
| 106836 -          | 2000 YG8                 | 20 dicembre 2000 | J. M. Roe                          |
| 106837 -          | 2000 YW8                 | 20 dicembre 2000 | Spacewatch                         |
| 106838 -          | 2000 YT9                 | 23 dicembre 2000 | K. Korlević                        |
| 106839 -          | 2000 YJ10                | 21 dicembre 2000 | LINEAR                             |
| 106840 -          | 2000 YA11                | 22 dicembre 2000 | LINEAR                             |
| 106841 -          | 2000 YB11                | 22 dicembre 2000 | LINEAR                             |
| 106842 -          | 2000 YT12                | 23 dicembre 2000 | W. K. Y. Yeung                     |
| 106843 -          | 2000 YV12                | 25 dicembre 2000 | T. Kobayashi                       |
| 106844 -          | 2000 YQ14                | 25 dicembre 2000 | J. M. Roe                          |
| 106845 -          | 2000 YR14                | 24 dicembre 2000 | G. Hug                             |
| 106846 -          | 2000 YY15                | 22 dicembre 2000 | LONEOS                             |
| 106847 -          | 2000 YO16                | 28 dicembre 2000 | J. Nomen                           |
| 106848 -          | 2000 YP16                | 28 dicembre 2000 | LINEAR                             |
| 106849 -          | 2000 YC17                | 22 dicembre 2000 | LINEAR                             |
| 106850 -          | 2000 YN18                | 21 dicembre 2000 | LINEAR                             |
| 106851 -          | 2000 YS19                | 28 dicembre 2000 | J. V. McClusky                     |
| 106852 -          | 2000 YV19                | 22 dicembre 2000 | NEAT                               |
| 106853 -          | 2000 YZ19                | 27 dicembre 2000 | W. K. Y. Yeung                     |
| 106854 -          | 2000 YB21                | 28 dicembre 2000 | Spacewatch                         |
| 106855 -          | 2000 YN21                | 26 dicembre 2000 | NEAT                               |
| 106856 -          | 2000 YF22                | 26 dicembre 2000 | Spacewatch                         |
| 106857 -          | 2000 YU22                | 28 dicembre 2000 | Spacewatch                         |
| 106858 -          | 2000 YT23                | 28 dicembre 2000 | Spacewatch                         |
| 106859 -          | 2000 YC26                | 23 dicembre 2000 | LINEAR                             |
| 106860 -          | 2000 YO26                | 28 dicembre 2000 | LINEAR                             |
| 106861 -          | 2000 YV26                | 28 dicembre 2000 | LINEAR                             |
| 106862 -          | 2000 YZ26                | 25 dicembre 2000 | NEAT                               |
| 106863 -          | 2000 YA27                | 25 dicembre 2000 | NEAT                               |
| 106864 -          | 2000 YL27                | 30 dicembre 2000 | Spacewatch                         |
| 106865 -          | 2000 YU27                | 30 dicembre 2000 | Spacewatch                         |
| 106866 -          | 2000 YQ28                | 28 dicembre 2000 | LINEAR                             |
| 106867 -          | 2000 YR28                | 28 dicembre 2000 | LINEAR                             |
| 106868 -          | 2000 YK31                | 31 dicembre 2000 | Spacewatch                         |
| 106869 Irinyi     | 2000 YY31                | 31 dicembre 2000 | Piszkéstető, K. Sárneczky, L. Kiss |
| 106870 -          | 2000 YN32                | 30 dicembre 2000 | LINEAR                             |
| 106871 -          | 2000 YP32                | 30 dicembre 2000 | LINEAR                             |
| 106872 -          | 2000 YV32                | 30 dicembre 2000 | LINEAR                             |
| 106873 -          | 2000 YA33                | 30 dicembre 2000 | LINEAR                             |
| 106874 -          | 2000 YD33                | 23 dicembre 2000 | Črni Vrh                           |
| 106875 -          | 2000 YW33                | 28 dicembre 2000 | LINEAR                             |
| 106876 -          | 2000 YN34                | 28 dicembre 2000 | LINEAR                             |
| 106877 -          | 2000 YU34                | 28 dicembre 2000 | LINEAR                             |
| 106878 -          | 2000 YZ35                | 30 dicembre 2000 | LINEAR                             |
| 106879 -          | 2000 YA36                | 30 dicembre 2000 | LINEAR                             |
| 106880 -          | 2000 YM36                | 30 dicembre 2000 | LINEAR                             |
| 106881 -          | 2000 YX36                | 30 dicembre 2000 | LINEAR                             |
| 106882 -          | 2000 YY36                | 30 dicembre 2000 | LINEAR                             |
| 106883 -          | 2000 YJ37                | 30 dicembre 2000 | LINEAR                             |
| 106884 -          | 2000 YN37                | 30 dicembre 2000 | LINEAR                             |
| 106885 -          | 2000 YY37                | 30 dicembre 2000 | LINEAR                             |
| 106886 -          | 2000 YC38                | 30 dicembre 2000 | LINEAR                             |
| 106887 -          | 2000 YC39                | 30 dicembre 2000 | LINEAR                             |
| 106888 -          | 2000 YM39                | 30 dicembre 2000 | LINEAR                             |
| 106889 -          | 2000 YW39                | 30 dicembre 2000 | LINEAR                             |
| 106890 -          | 2000 YA40                | 30 dicembre 2000 | LINEAR                             |
| 106891 -          | 2000 YV40                | 30 dicembre 2000 | LINEAR                             |
| 106892 -          | 2000 YK41                | 30 dicembre 2000 | LINEAR                             |
| 106893 -          | 2000 YS41                | 30 dicembre 2000 | LINEAR                             |
| 106894 -          | 2000 YT41                | 30 dicembre 2000 | LINEAR                             |
| 106895 -          | 2000 YX41                | 30 dicembre 2000 | LINEAR                             |
| 106896 -          | 2000 YL43                | 30 dicembre 2000 | LINEAR                             |
| 106897 -          | 2000 YO43                | 30 dicembre 2000 | LINEAR                             |
| 106898 -          | 2000 YU43                | 30 dicembre 2000 | LINEAR                             |
| 106899 -          | 2000 YF44                | 30 dicembre 2000 | LINEAR                             |
| 106900 -          | 2000 YA45                | 30 dicembre 2000 | LINEAR                             |

## 106901-107000
| Nome     | Designazione provvisoria | Data di scoperta | Scopritore |
| -------- | ------------------------ | ---------------- | ---------- |
| 106901 - | 2000 YB45                | 30 dicembre 2000 | LINEAR     |
| 106902 - | 2000 YJ45                | 30 dicembre 2000 | LINEAR     |
| 106903 - | 2000 YN45                | 30 dicembre 2000 | LINEAR     |
| 106904 - | 2000 YH46                | 30 dicembre 2000 | LINEAR     |
| 106905 - | 2000 YP46                | 30 dicembre 2000 | LINEAR     |
| 106906 - | 2000 YJ47                | 30 dicembre 2000 | LINEAR     |
| 106907 - | 2000 YZ47                | 30 dicembre 2000 | LINEAR     |
| 106908 - | 2000 YX48                | 30 dicembre 2000 | LINEAR     |
| 106909 - | 2000 YA49                | 30 dicembre 2000 | LINEAR     |
| 106910 - | 2000 YF49                | 30 dicembre 2000 | LINEAR     |
| 106911 - | 2000 YH49                | 30 dicembre 2000 | LINEAR     |
| 106912 - | 2000 YN49                | 30 dicembre 2000 | LINEAR     |
| 106913 - | 2000 YF50                | 30 dicembre 2000 | LINEAR     |
| 106914 - | 2000 YO51                | 30 dicembre 2000 | LINEAR     |
| 106915 - | 2000 YX51                | 30 dicembre 2000 | LINEAR     |
| 106916 - | 2000 YS52                | 30 dicembre 2000 | LINEAR     |
| 106917 - | 2000 YT52                | 30 dicembre 2000 | LINEAR     |
| 106918 - | 2000 YZ52                | 30 dicembre 2000 | LINEAR     |
| 106919 - | 2000 YC53                | 30 dicembre 2000 | LINEAR     |
| 106920 - | 2000 YG54                | 30 dicembre 2000 | LINEAR     |
| 106921 - | 2000 YN54                | 30 dicembre 2000 | LINEAR     |
| 106922 - | 2000 YM55                | 30 dicembre 2000 | LINEAR     |
| 106923 - | 2000 YM57                | 30 dicembre 2000 | LINEAR     |
| 106924 - | 2000 YT57                | 30 dicembre 2000 | LINEAR     |
| 106925 - | 2000 YS58                | 30 dicembre 2000 | LINEAR     |
| 106926 - | 2000 YG61                | 30 dicembre 2000 | LINEAR     |
| 106927 - | 2000 YV61                | 30 dicembre 2000 | LINEAR     |
| 106928 - | 2000 YQ62                | 30 dicembre 2000 | LINEAR     |
| 106929 - | 2000 YV62                | 30 dicembre 2000 | LINEAR     |
| 106930 - | 2000 YY63                | 30 dicembre 2000 | LINEAR     |
| 106931 - | 2000 YC64                | 30 dicembre 2000 | LINEAR     |
| 106932 - | 2000 YN64                | 30 dicembre 2000 | LINEAR     |
| 106933 - | 2000 YY64                | 29 dicembre 2000 | Spacewatch |
| 106934 - | 2000 YJ65                | 16 dicembre 2000 | Spacewatch |
| 106935 - | 2000 YB66                | 30 dicembre 2000 | LINEAR     |
| 106936 - | 2000 YF66                | 30 dicembre 2000 | Spacewatch |
| 106937 - | 2000 YV66                | 30 dicembre 2000 | Spacewatch |
| 106938 - | 2000 YR69                | 30 dicembre 2000 | LINEAR     |
| 106939 - | 2000 YX69                | 30 dicembre 2000 | LINEAR     |
| 106940 - | 2000 YF70                | 30 dicembre 2000 | LINEAR     |
| 106941 - | 2000 YR70                | 30 dicembre 2000 | LINEAR     |
| 106942 - | 2000 YY70                | 30 dicembre 2000 | LINEAR     |
| 106943 - | 2000 YX72                | 30 dicembre 2000 | LINEAR     |
| 106944 - | 2000 YA73                | 30 dicembre 2000 | LINEAR     |
| 106945 - | 2000 YN75                | 30 dicembre 2000 | LINEAR     |
| 106946 - | 2000 YD76                | 30 dicembre 2000 | LINEAR     |
| 106947 - | 2000 YL76                | 30 dicembre 2000 | LINEAR     |
| 106948 - | 2000 YM76                | 30 dicembre 2000 | LINEAR     |
| 106949 - | 2000 YO76                | 30 dicembre 2000 | LINEAR     |
| 106950 - | 2000 YW76                | 30 dicembre 2000 | LINEAR     |
| 106951 - | 2000 YQ77                | 30 dicembre 2000 | LINEAR     |
| 106952 - | 2000 YW77                | 30 dicembre 2000 | LINEAR     |
| 106953 - | 2000 YL78                | 30 dicembre 2000 | LINEAR     |
| 106954 - | 2000 YS78                | 30 dicembre 2000 | LINEAR     |
| 106955 - | 2000 YY78                | 30 dicembre 2000 | LINEAR     |
| 106956 - | 2000 YZ78                | 30 dicembre 2000 | LINEAR     |
| 106957 - | 2000 YJ79                | 30 dicembre 2000 | LINEAR     |
| 106958 - | 2000 YN79                | 30 dicembre 2000 | LINEAR     |
| 106959 - | 2000 YR79                | 30 dicembre 2000 | LINEAR     |
| 106960 - | 2000 YU79                | 30 dicembre 2000 | LINEAR     |
| 106961 - | 2000 YZ79                | 30 dicembre 2000 | LINEAR     |
| 106962 - | 2000 YO80                | 30 dicembre 2000 | LINEAR     |
| 106963 - | 2000 YC81                | 30 dicembre 2000 | LINEAR     |
| 106964 - | 2000 YJ82                | 30 dicembre 2000 | LINEAR     |
| 106965 - | 2000 YR84                | 30 dicembre 2000 | LINEAR     |
| 106966 - | 2000 YF85                | 30 dicembre 2000 | LINEAR     |
| 106967 - | 2000 YK85                | 30 dicembre 2000 | LINEAR     |
| 106968 - | 2000 YT86                | 30 dicembre 2000 | LINEAR     |
| 106969 - | 2000 YB87                | 30 dicembre 2000 | LINEAR     |
| 106970 - | 2000 YU89                | 30 dicembre 2000 | LINEAR     |
| 106971 - | 2000 YB90                | 30 dicembre 2000 | LINEAR     |
| 106972 - | 2000 YN90                | 30 dicembre 2000 | LINEAR     |
| 106973 - | 2000 YR90                | 30 dicembre 2000 | LINEAR     |
| 106974 - | 2000 YW90                | 30 dicembre 2000 | LINEAR     |
| 106975 - | 2000 YW91                | 30 dicembre 2000 | LINEAR     |
| 106976 - | 2000 YP92                | 30 dicembre 2000 | LINEAR     |
| 106977 - | 2000 YG93                | 30 dicembre 2000 | LINEAR     |
| 106978 - | 2000 YO94                | 30 dicembre 2000 | LINEAR     |
| 106979 - | 2000 YV94                | 30 dicembre 2000 | LINEAR     |
| 106980 - | 2000 YM96                | 30 dicembre 2000 | LINEAR     |
| 106981 - | 2000 YU96                | 30 dicembre 2000 | LINEAR     |
| 106982 - | 2000 YJ97                | 30 dicembre 2000 | LINEAR     |
| 106983 - | 2000 YC98                | 30 dicembre 2000 | LINEAR     |
| 106984 - | 2000 YJ98                | 30 dicembre 2000 | LINEAR     |
| 106985 - | 2000 YD99                | 30 dicembre 2000 | LINEAR     |
| 106986 - | 2000 YC100               | 30 dicembre 2000 | LINEAR     |
| 106987 - | 2000 YG100               | 26 dicembre 2000 | NEAT       |
| 106988 - | 2000 YE101               | 29 dicembre 2000 | LONEOS     |
| 106989 - | 2000 YN102               | 28 dicembre 2000 | LINEAR     |
| 106990 - | 2000 YX102               | 28 dicembre 2000 | LINEAR     |
| 106991 - | 2000 YL103               | 28 dicembre 2000 | LINEAR     |
| 106992 - | 2000 YT103               | 28 dicembre 2000 | LINEAR     |
| 106993 - | 2000 YC106               | 28 dicembre 2000 | LINEAR     |
| 106994 - | 2000 YJ106               | 30 dicembre 2000 | LINEAR     |
| 106995 - | 2000 YO107               | 30 dicembre 2000 | LINEAR     |
| 106996 - | 2000 YP107               | 30 dicembre 2000 | LINEAR     |
| 106997 - | 2000 YR108               | 30 dicembre 2000 | LINEAR     |
| 106998 - | 2000 YA109               | 30 dicembre 2000 | LINEAR     |
| 106999 - | 2000 YG109               | 30 dicembre 2000 | LINEAR     |
| 107000 - | 2000 YU109               | 30 dicembre 2000 | LINEAR     |